# Einlage (Darstellende Kunst)
Eine Einlage in der Darstellenden Kunst ist eine kürzere in sich geschlossene Darbietung, die in einen größeren Zusammenhang eingefügt wird. Es gibt Einlagen in schriftlich fixierten Werken und Einlagen in Veranstaltungen wie zum Beispiel Geburtstagsfeiern. – In der Regel handelt es sich um geschlossene Formen, die in eine offene Form eingefügt sind oder um einstudierte Nummern, die in einem weniger festgelegten Ablauf stehen.

## Einlage in einem aufgezeichneten Werk
Gedichte, die in einem Roman vorkommen, werden zum Beispiel als Gedichteinlagen bezeichnet. Im 19. Jahrhundert war es üblich, für bestehende Theaterstücke und Opern neue „Einlagenummern“ zu komponieren. Es kann sich dabei um Arien, Chöre oder Tänze handeln: „In eben diesem Jahre [1821] erhielt Schubert, wahrscheinlich auf Vogl’s Zuthun, von der Direction des Operntheaters die Einladung, zu der Oper »Das Zauberglöckchen« (les clochettes) von Herold zwei Einlagenummern zu componiren“.
Eine (größere) Einlage zwischen geschlossenen Teilen eines Theaterstücks oder Programms (den sogenannten Akten) nennt man Zwischenspiel oder Entracte.
Gesangs-, Tanz- oder Slapsticknummern im Film werden ebenfalls als Einlagen bezeichnet, sofern es in erster Linie ein Spielfilm ist.

## Einlage in einer Veranstaltung
Eine Einlage in Veranstaltungen oder Festlichkeiten beansprucht im Unterschied etwa zu Hintergrundmusik kurzzeitig die volle Aufmerksamkeit der Gesellschaft. Es kann sich um eine Gesangseinlage, eine Musikeinlage, eine Tanzeinlage, eine eingelegte Rezitation oder eine akrobatische Einlage (Trick) handeln. In europäischer Tradition leitet sich diese Art Einlage vom Entrée der französischen Hoffeste des 16./17. Jahrhunderts her. – Der englische Begriff dafür lautet gewöhnlich Routine.